# Progetto Ophelia
Col nome di Progetto Ophelia è identificato il progetto architettonico dell'ex Manicomio Provinciale di Potenza, concepito da Giuseppe Quaroni e Marcello Piacentini nel primo decennio del Novecento. L'opera, soggetta a numerose modifiche che inglobarono nella struttura anche gli Ospedali Riuniti, fu realizzata nel quartiere Santa Maria, il cui sviluppo nel tempo è stato molto condizionato da questo progetto.

## Storia

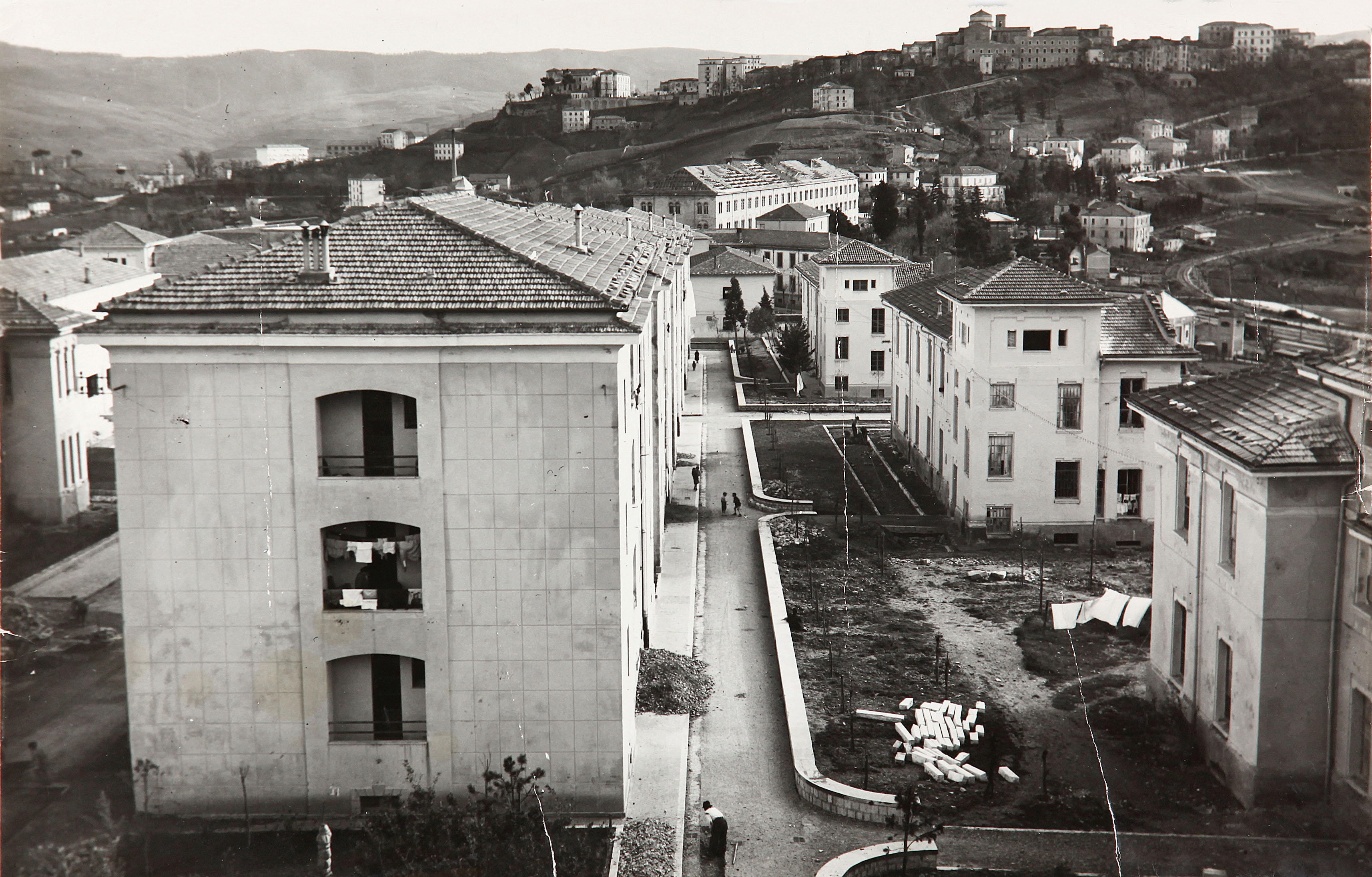
Padiglioni dell'ospedale (sulla destra)

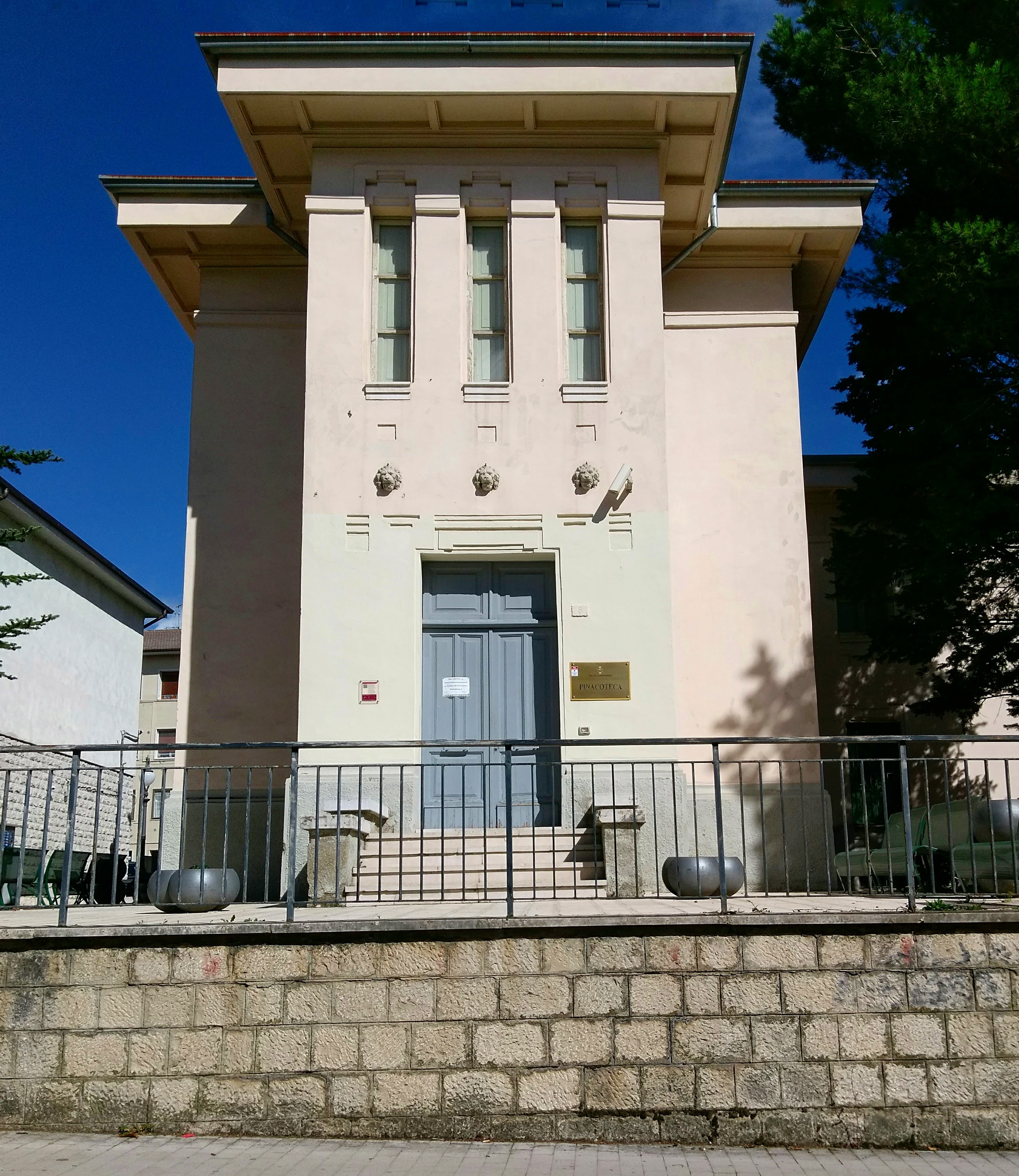
L'ex padiglione n. 3 delle pazienti "semiagitate", attualmente sede della Pinacoteca provinciale di Potenza

La decisione di costruire un nuovo ospedale psichiatrico provinciale a Potenza risale ai primi anni del ventesimo secolo. La Deputazione Provinciale di Basilicata voleva ridurre le spese pagate dai comuni per i ricoveri di malati mentali all'Ospedale Psichiatrico di Aversa, situato in un’altra regione. La provincia di Potenza spendeva tra le 80.000 e le 100.000 lire l’anno per curare i malati mentali nei regi ospedali psichiatrici. Spendendo una cifra leggermente maggiore di quella la Provincia avrebbe costruito un ospedale psichiatrico e curato i pazienti locali. Inoltre c'era una ragione terapeutica dietro quest’idea: la riabilitazione dei pazienti si era rivelata molto problematica nei grandi manicomi, dove l'attenzione per il singolo era ritenuta scarsa a causa dell’alto numero di pazienti, ritenendo quindi che in un ospedale psichiatrico locale di minori dimensioni la probabilità di creare migliori condizioni per i malati sarebbe stata più alta.
Nel 1905 fu lanciato un concorso di idee. L’ingegner Quaroni e l’architetto Piacentini si aggiudicarono il premio di 600 lire per il Progetto Ophelia. Nati entrambi a Roma, essi diedero il nome al loro progetto ispirandosi ad un personaggio dell'Amleto, Ofelia, che nella tragedia di Shakespeare si annega dopo aver perso la ragione.  L'importo stimato per il progetto era di 1.100.000 lire, che dovevano essere spese per costruire i reparti principali entro cinque anni.
Nel 1907 fu posta la prima pietra, ma i lavori iniziarono solo nel 1910. Purtroppo a causa dei costi elevati, dello scoppio della prima guerra mondiale e anche della modifica del progetto originario per rientrare nelle spese, il Consiglio Provinciale decise di non destinare più la totalità gli edifici al manicomio.
Fino al 1920 si ipotizzò di trasformare il complesso in un Ospedale Militare, nel frattempo gli edifici furono utilizzati come magazzini per il grano o per diverse altre necessità. Il progetto non fu però abbandonato, dato che nel 1927 la Deputazione provinciale affidò sempre a Quaroni il completamento del manicomio e dell'ospedale. Quaroni realizza quindi quella che fu la sede per lungo tempo dell'Ospedale San Carlo, unificando due dei padiglioni originali del progetto; il padiglione n.3 divenne invece sede del Museo Provinciale, mentre la galleria sottostante al padiglione n.10 venne adibita nel 1934 a sede del Museo della rivoluzione fascista. Dopo i pesanti danni subiti a causa dei bombardamenti di Potenza durante il secondo conflitto mondiale i padiglioni che ospitavano l'Ospedale ed il Museo Provinciale vennero restaurati; le due istituzioni vennero poi trasferite nelle rispettive nuove sedi, mentre gli edifici del Progetto Ophelia vennero destinati ad altri utilizzi: alcuni edifici divennero residenze private, altri diventarono locali di una scuola elementare e di un ufficio postale.

### La struttura oggi
Degli edifici effettivamente realizzati per il complesso manicomiale, ovvero 18 padiglioni principali più ad altri edifici più piccoli, 9 sono i padiglioni ancora esistenti, dei quali il n. 3 della numerazione originale del progetto, quello delle pazienti "semiagitate", è utilizzato come sede della Pinacoteca provinciale di Potenza, mentre i restanti 8 sono attualmente tutti adibiti ad abitazioni: il padiglione n. 4 per le pazienti tranquille, il n. 6 dell’infermeria femminile, il n. 7 dell’accoglienza per le donne, il padiglione n. 10 dell'amministrazione, il n. 11 della cucina, il n. 13 del guardaroba, il n. 15 dell’accoglienza per gli uomini ed il n. 24 della colonia agricola, per un totale di 37 appartamenti.

## Architettura

### Stile

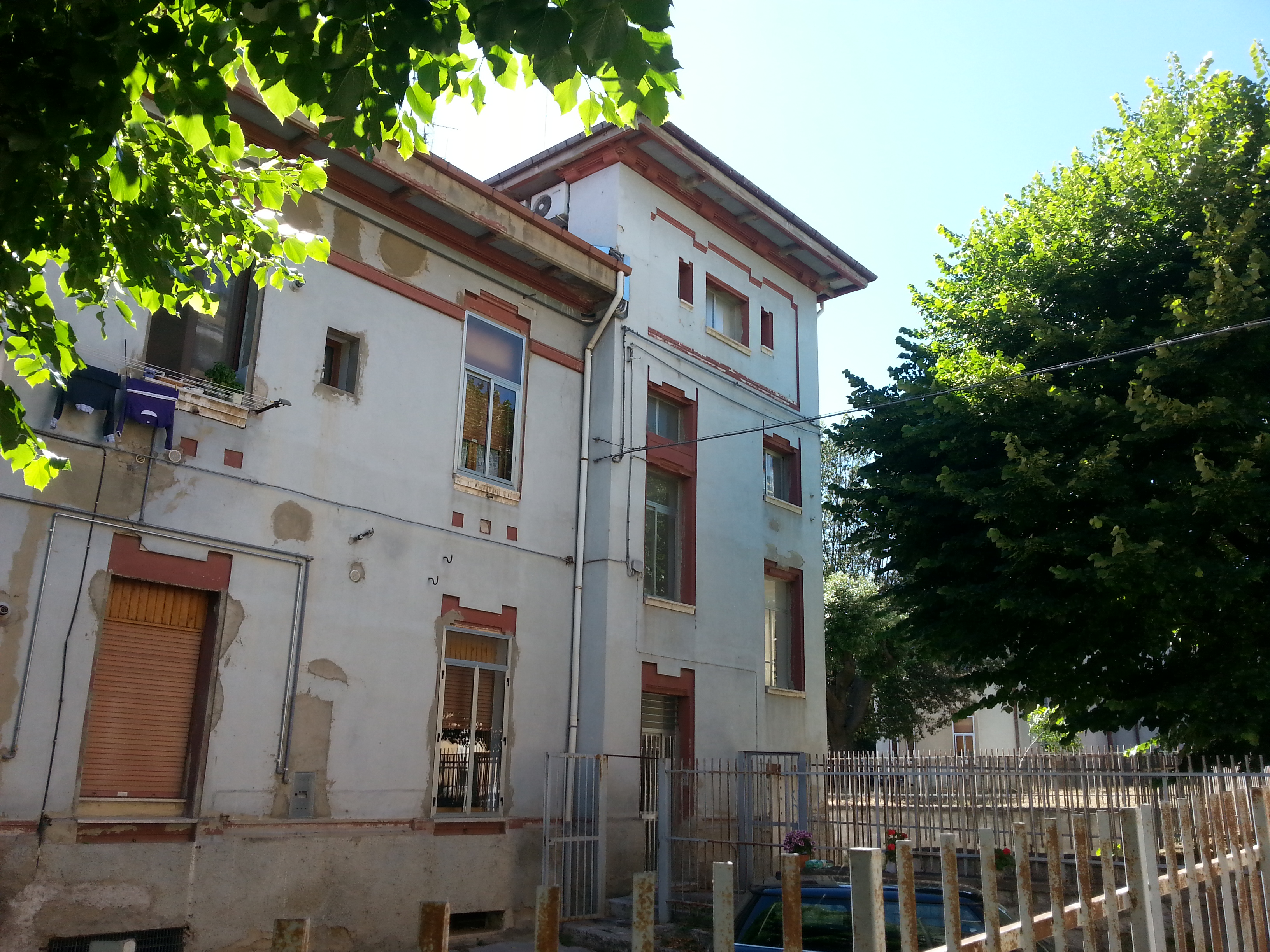
Padiglione n. 4 per le pazienti tranquille

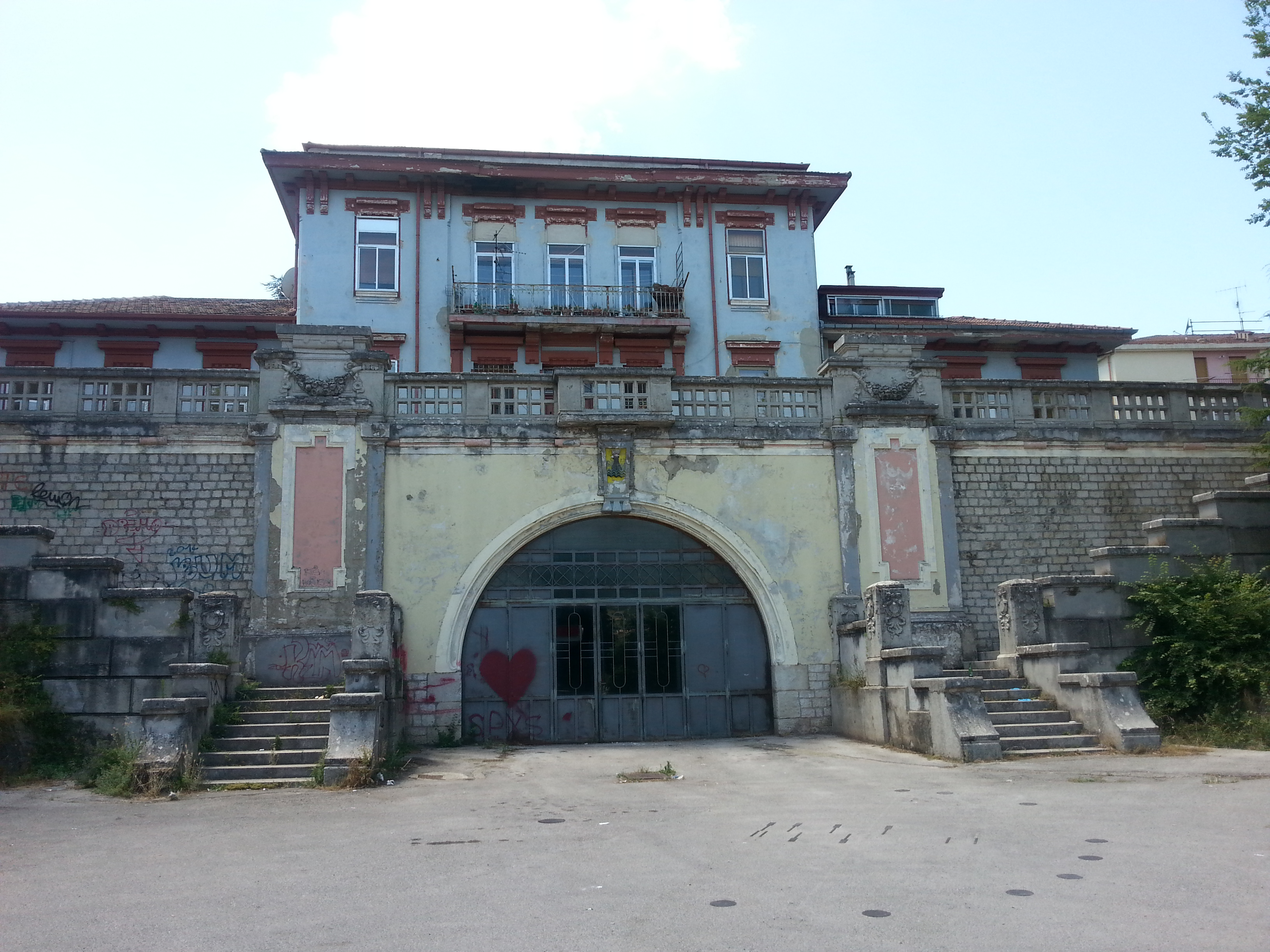
Padiglione n. 10: edificio dell'amministrazione ed entrata del tunnel di servizio (2016)

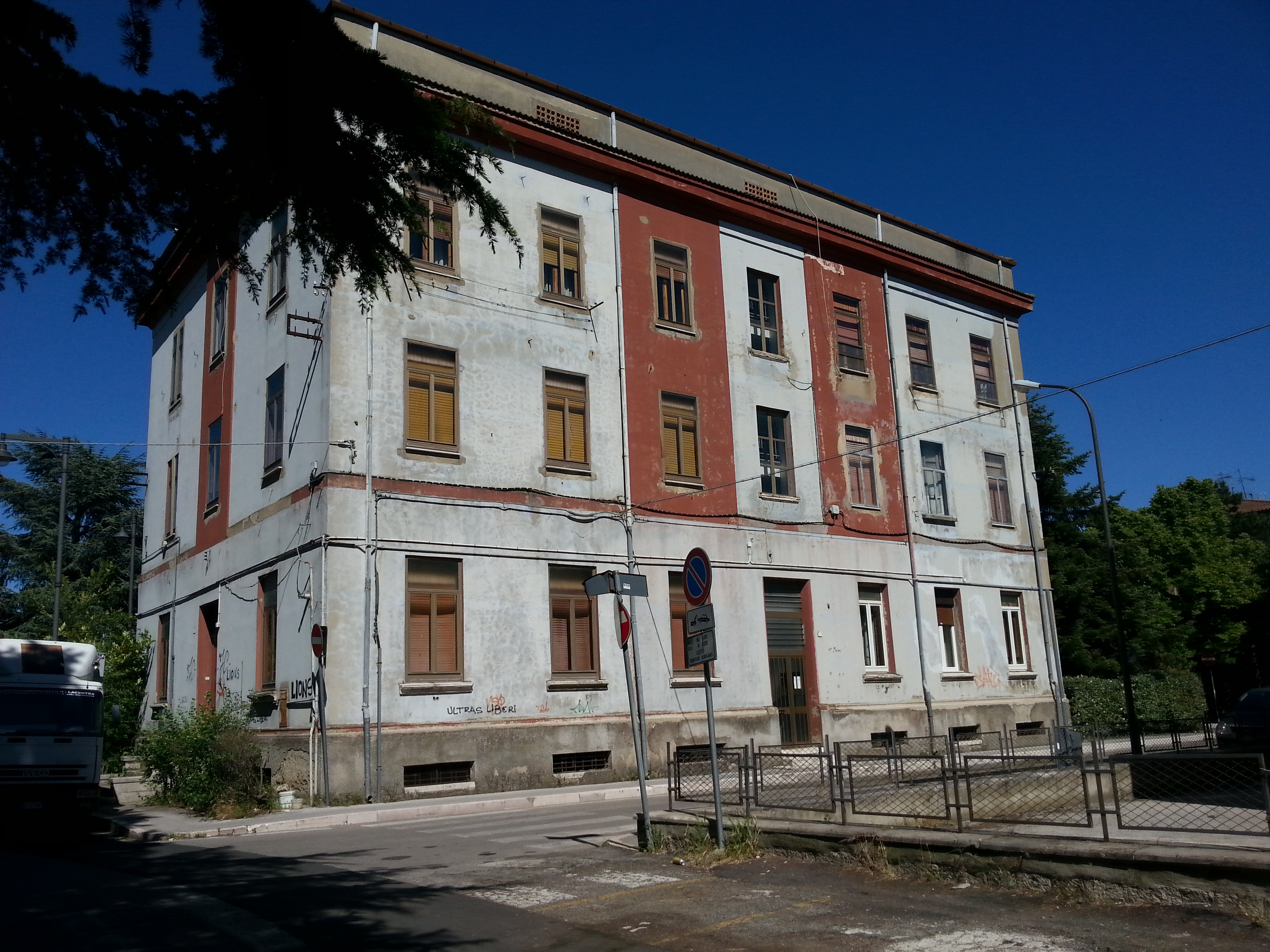
Padiglione n. 11: edificio della cucina

Il progetto prevedeva la creazione di un vero e proprio quartiere sanitario, strutturato secondo un piano particolareggiato ante-litteram. Il quartiere sanitario doveva essere costituito da 18 piccoli padiglioni di uno o due piani in stile eclettico, tipico dell'Italia dell'epoca. Tale scelta stilistica è da attribuire verosimilmente a Marcello Piacentini, visto che lo stesso la utilizzò per i suoi successivi progetti, mentre nella successiva realizzazione dei padiglioni, affidata al solo Quaroni, lo stile cambia divenendo più povero e appesantito.

### Struttura del complesso
L'ospedale psichiatrico era organizzato in base a due assi principali: quello orizzontale, da est a ovest, chiamato "asse dei vari reparti" e quello verticale, da nord a sud, chiamato "asse dei servizi". L'intero complesso era simmetrico rispetto all'asse dei servizi, dove c'erano gli edifici per i servizi comuni, mentre sull'asse trasversale c'erano i vari reparti. Vi erano due entrate: quella principale era posta all'incrocio tra l'asse dei servizi e la strada provinciale, quella secondaria, anche chiamata "entrata di servizio", era posizionata all'incrocio tra l'asse dei servizi e la strada che conduce alla stazione. Ogni parte era connessa alle altre da una galleria sotterranea che veniva adoperata per rifornire ciascun edificio per mezzo di una ferrovia a scartamento ridotto, che iniziava dall'edificio della cucina.
L'ingresso principale era caratterizzato da una scala e da due rampe ai lati della galleria, che permettevano di raggiungere la piazza sovrastante. Qui c'era l'Amministrazione, che includeva la gestione amministrativa e medica dei reparti e le stanze dei visitatori, distinte in stanze per uomini e per donne. Inoltre la piazza era delimitata dai padiglioni dell'Accettazione donne ad est ed Accettazione uomini ad ovest. Dietro l'edificio dell'Amministrazione c'era la cucina, che conteneva grandi magazzini riforniti direttamente dal tunnel sotterraneo, e le stanze dove il personale consumava i pasti. Separati da un grande cortile c'erano la Cappella Sacra con ai lati l'emporio e la casa del cappellano; questi ultimi due edifici erano situati di fronte alla lavanderia ed al guardaroba.
Ogni edificio che doveva ospitare i pazienti aveva due piani: al piano terra c'era la dispensa, la cucina, la sala da pranzo, lo studio medico, una stanza per gli infermieri, i bagni e le toilettes, mentre al piano di sopra c'erano i dormitori, camere per le infermiere e una piccola stanza con armadi per la biancheria. I padiglioni potevano avere uno spazio aggiuntivo, a seconda della malattia mentale. A distanza da tutto il complesso principale erano situate la Colonia Agricola, la Sezione contagiosi con una camera mortuaria ed il Fabbricato della disinfestazione in due aree diverse. La colonia agricola era composta da una stalla, un fienile e un deposito e si trovava vicino all'accesso alla stazione provinciale. Le abitazioni personali del contadino e del becchino erano poste invece accanto all'entrata di servizio.

### L'originalità del Progetto Ophelia
Il Progetto Ophelia di Quaroni e Piacentini era straordinariamente originale, soprattutto nel panorama dell'architettura ospedaliera e manicomiale del Sud Italia.
Nella documentazione introduttiva del progetto i due spiegarono che l'ospedale psichiatrico doveva soddisfare due richieste funzionali: essere un comune ospedale in quanto centro di cura per l'ospedalizzazione dei malati, ma allo stesso tempo essere anche simile ad una prigione, poiché tutti i pazienti andavano ben sorvegliati per prevenire fughe o suicidi.
Un altro principio che guidò la progettazione di Quaroni e Piacentini fu quello di creare un ambiente in cui i pazienti non maturassero la consapevolezza di vivere in uno stato di prigionia, ovviamente dovuto alla loro condizione di malattia. Per evitare ciò, cercarono una soluzione che potesse rendere il loro soggiorno più piacevole, soprattutto nei momenti di maggiore lucidità; quindi optarono per la separazione dei vari tipi di pazienti in diversi padiglioni, ognuno dei quali circondato da floridi giardini e viali che avrebbero contribuito a creare un ambiente favorevole alla riabilitazione e alla cura.
In seguito ad uno studio dettagliato sulle malattie mentali, Quaroni e Piacentini progettarono dei blocchi per i seguenti profili di pazienti in base alla loro malattia mentale: tranquilli, semi agitati, agitati e furiosi, sudici ed epilettici, paralitici ed infermi, fanciulli e idioti, contagiosi, dementi criminali. Perfino il luogo in cui questi pazienti dovevano soggiornare non era il risultato di una scelta casuale. Per esempio, i pazienti tranquilli ed i semi-agitati erano collocati negli edifici vicini alla stazione o alla "colonia agricola", dove potevano lavorare la terra o fare lavori manuali, favorendo così il loro processo di riabilitazione.
Un'altra questione importante riguardava la collocazione dei gabinetti: nelle scelte progettuali passate erano ubicati in un l'edificio esterno annesso alla struttura, che però aveva rappresentato uno dei luoghi con la maggiore occorrenza di suicidi tra i pazienti, in quanto solitamente era lontano da tutti i luoghi regolarmente frequentati dagli infermieri. L'ing. Quaroni e l'arch. Piacentini volevano posizionarli invece in prossimità di alcuni edifici, in modo da consentire agli infermieri ed agli assistenti di poter controllare meglio i malati. Tuttavia, ovviamente, si rendevano necessarie grandi finestre e aperture per garantire un adeguato ricambio di aria; inoltre, per migliorare la ventilazione di tutto il complesso i due progettisti decisero di sollevare il livello del suolo a 760 metri di altezza.